# Richard Hilton
Richard Howard Hilton dit Rick Hilton, né le 17 août 1955 à Los Angeles, Californie, est un homme d'affaires américain, d'origine allemande et norvégienne.

## Biographie
Petit fils de Conrad Hilton, fondateur du groupe hôtelier américain Hilton Hotels & Resorts, et fils de Barron Hilton, Richard Hilton est le président et cofondateur de Hilton & Hyland. C’est une firme de courtage en immobilier basée à Beverly Hills, en Californie ; et qui se spécialise dans le domaine des maisons et des propriétés à Beverly Hills, Holmby Hills, Bel-Air, Brentwood, Pacific Palisades, Malibu, Hollywood Hills, ainsi que dans des domaines de Santa Barbara à San Diego.
Marié à l'actrice Kathy Hilton, il est le père de quatre enfants dont Paris Hilton, Nicky Hilton, Barron N. Hilton et Conrad H. Hilton.
C'est le propriétaire des hotels Hilton. Aka les hotels les plus chers au monde.